# Tara TM-4
Tara TM-4 — чорногорський автомат створений на основі AR-15. Сконструйований та виробляється компанією Tara Perfection у місті Мойковац, розташованому на півночі Чорногорії. Створений в якості заміни автоматів Застава, що стояли на озброєнні Збройних сил Чорногорії. Автомат вперше був представлений в жовтні 2011 року.

## Опис
Tara TM-4 є еволюцією штурмової гвинтівки AR-15. Головним чином зміни торкнулися системи газовідведення. Замість прямого впливу газу на затворну раму, в автоматі Tara TM-4 введений газовий поршень з коротким ходом. Ствол виготовлений холодним куванням і має антикорозійне покриття NITREX. На газовідводній трубці є клапан регулювання тиску, в тому числі з можливістю повністю закрити газовідвід.
Велика частина деталей автомата сумісна з деталями автоматів M16A1, M16A2 та M4, що дозволяє застосовувати аксесуари і деталі виготовлені для них на Tara TM-4. Довжина ствола — 368 мм. Довжина зі складеним прикладом — 795 мм, з розкладеним — 892 мм. Маса зброї становить 2,72 кілограма.
Цівка і верхній ресивер (верхня частина ствольної коробки) зроблені з високоміцного алюмінієвого сплаву 7075-T6 Flat Top з твердим анодованим покриттям. За замовчуванням на цівку і ствольній коробці є планки Пікатіні для монтажу прицілів, передніх руків'їв, лазерних цільових указників, ліхтарів, сошок, багнета. Нижній ресивер (нижня частина ствольної коробки) з вбудованим руків'ям і приймачем магазина виконаний з полімеру зі сталевою вставкою. У руків'ї є ящик для чищення. У порівнянні з М16 маса ствольної коробки знижена на 30 %. Спускова скоба збільшена для зручності використання в зимових умовах. Телескопічний приклад з високоміцного полімеру може налаштовуватися на 5 різних позицій. Зі складеним прикладом довжина зброї становить 795 мм, з розкладеним — 892 мм.
Tara TM-4 має симетричні важелі: випуску магазина, перевідника режимів вогню, зведення затвора і регулятора газу..